# Squadriglia 70
70ª Squadriglia Aeroplani da Caccia (röviden: 70ª, teljes nevén magyarul: 70. Vadászrepülő Osztag) egy olasz repülőszázad volt. Az első világháború során 7 ászpilóta szolgált itt, akik összesítve 36 igazolt légi győzelmet szereztek. Az osztag később a második világháborúban is jeleskedett, ahol a 6º Gruppo nevű harccsoportba volt beosztva, állomáshelye pedig Goriziában volt.

## Története

### Légi győzelmek
Nem tudni mikor alapították a repülőszázadot, azonban mivel a források erről nem írnak. A légi győzelmének elérési idejéből következtetve azonban könnyen rá lehet jönni, hogy a repülőszázadot kb. 1915 végén, vagy 1916 közepén alapították sok más repülőszázaddal együtt. Az osztag legeredményesebb pilótája Flaminio Avet, aki 8 igazolt, és 4 darab igazolt légi győzelmet szerzett a repülőszázadának. A második legeredményesebb pilóta Leopoldo Eleuteri volt, aki mind a 7 légi győzelmét itt szerezte. A harmadik helyen áll Aldo Bocchese a maga 6 légi győzelmével. Nem meglepően, ennél a századnál is szolgált Francesco Baracca, aki 34 légi győzelme közül 5-öt itt szerzett.

### Ászpilóták
Az osztagban harcoló ászpilóták 36 igazolt és 7 igazolatlan győzelmet szereztek az első világháború során.
- Flaminio Avet
- Leopoldo Eleuteri
- Aldo Bocchese
- Francesco Baracca
- Alessandro Resch
- Luigi Olivari
- Fulco Ruffo di Calabria

### Repülőgépek
A repülőszázadban négyféle repülőgépet használtak, ez nagy ritkaság volt hiszen számos osztagnak csak egyetlen leharcolt típusa volt. Az egység vadászrepülő állományát 
- Francia gyártmányú Nieuport 11-esek,
- Francia gyártmányú SPAD VII-esek,
- Francia gyártmányú Hanriot HD.I-esek,
- Olasz gyártmányú Ansaldo A.I Balilla típusú gépek alkották.

## Lásd még
- Első világháború
- Olaszország történelme